# Taxeotis
Taxeotis är ett släkte av fjärilar. Taxeotis ingår i familjen mätare.

## Bildgalleri

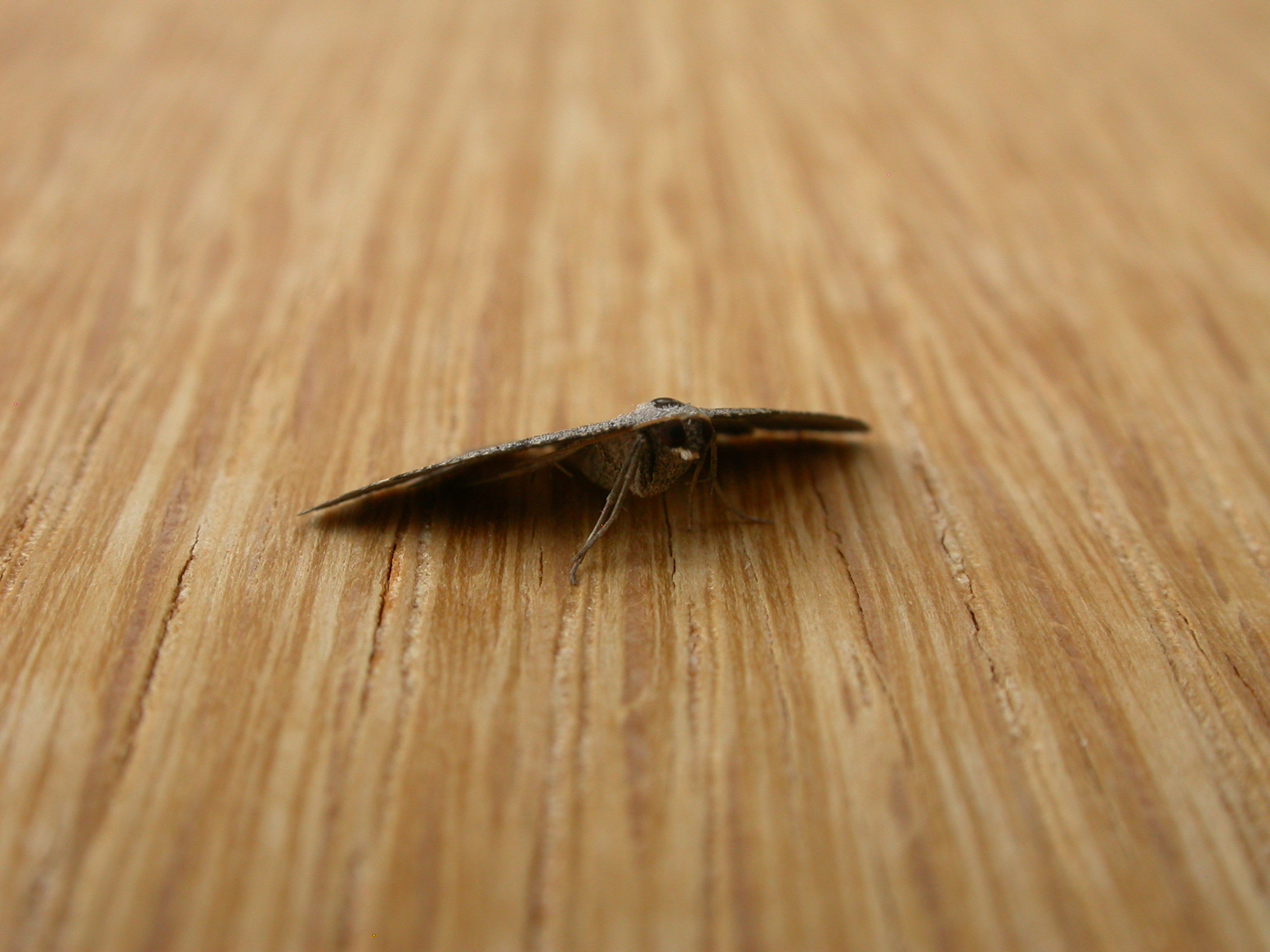
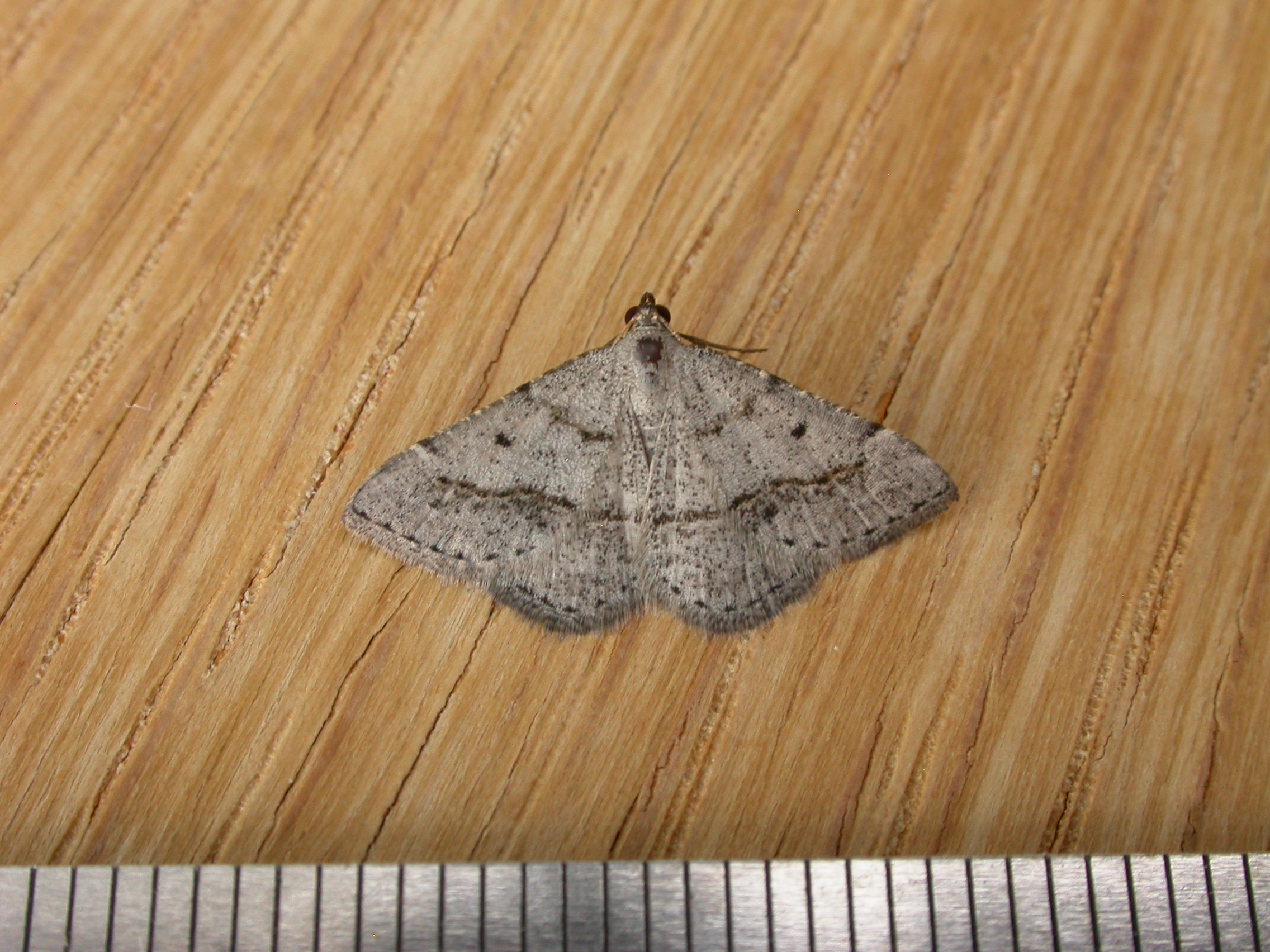
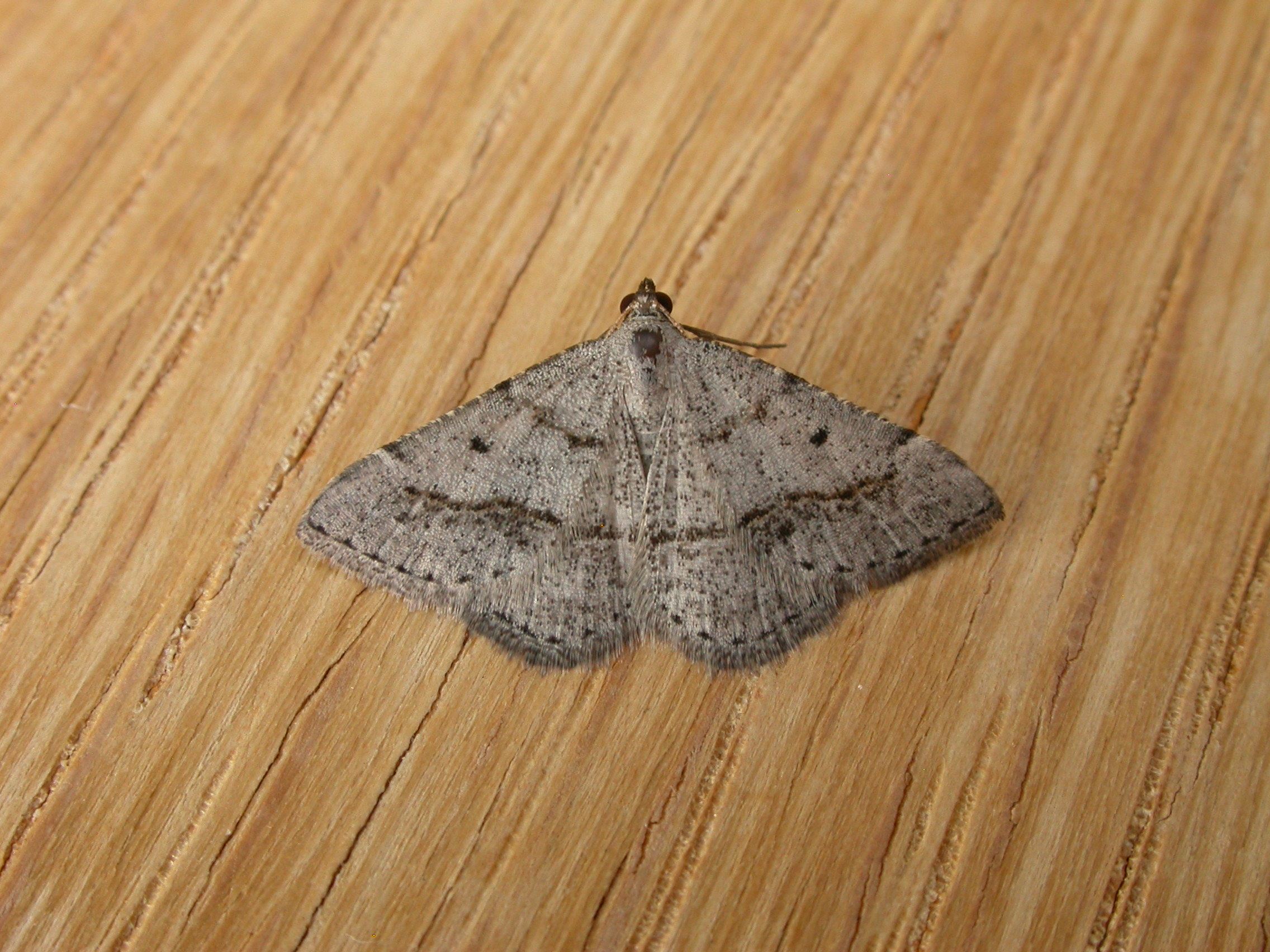
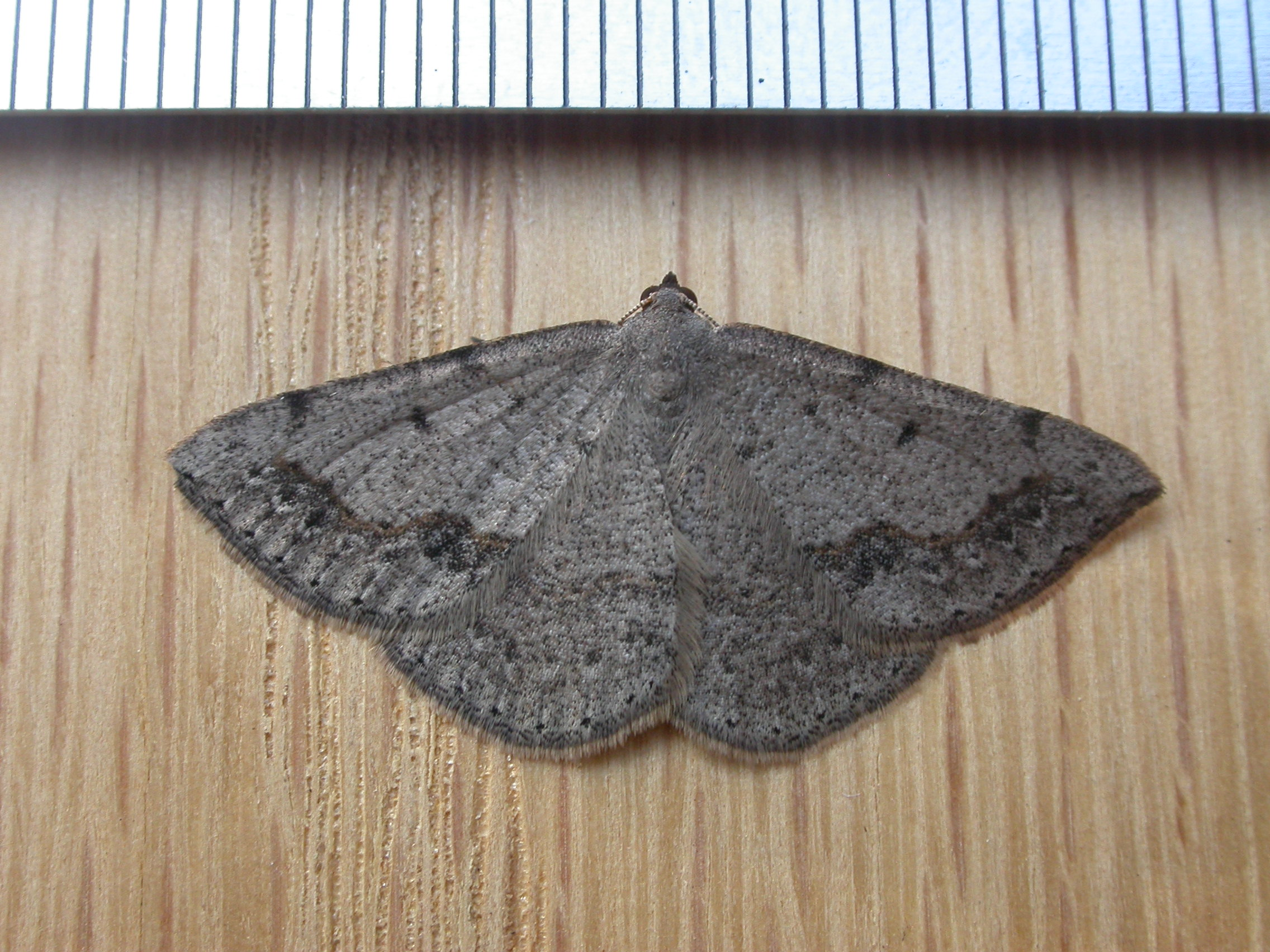
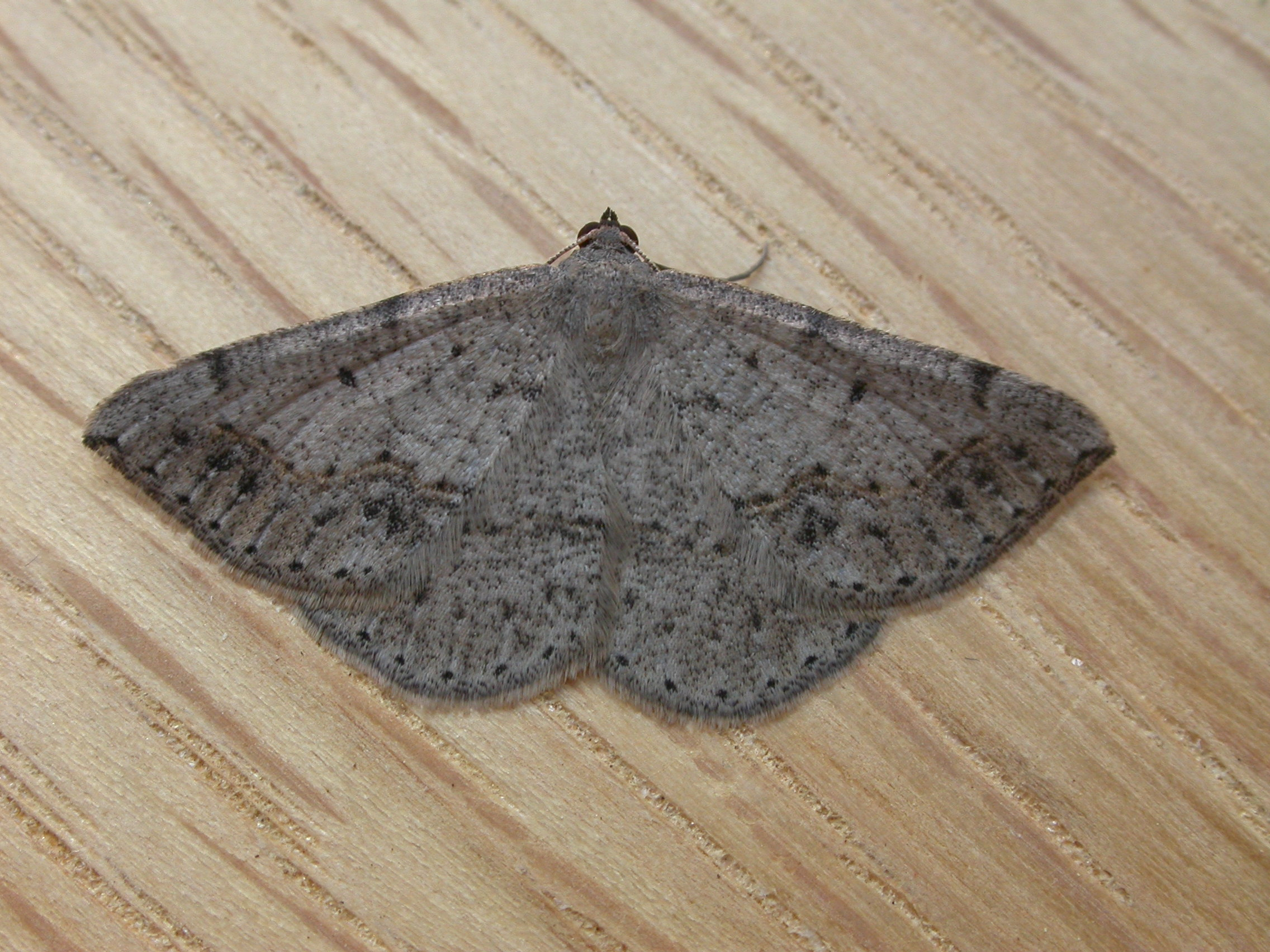
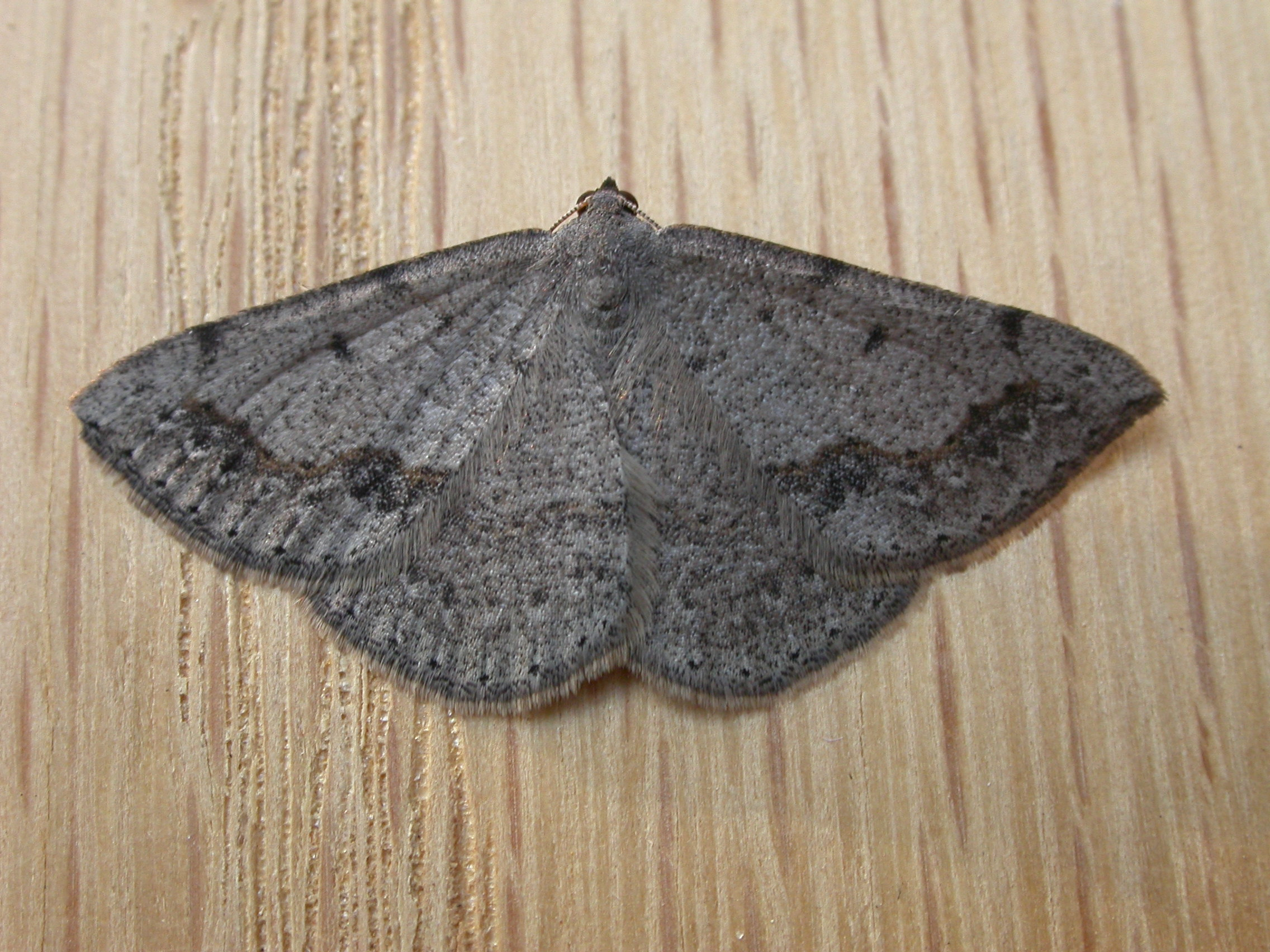

## Dottertaxa tillTaxeotis, i alfabetisk ordning[1]
- Taxeotis acrothecta
- Taxeotis adelia
- Taxeotis adelpha
- Taxeotis aenigmatodes
- Taxeotis alloceros
- Taxeotis anthracopa
- Taxeotis areniferata
- Taxeotis bigeminata
- Taxeotis blechra
- Taxeotis calypsis
- Taxeotis celidora
- Taxeotis collineata
- Taxeotis compar
- Taxeotis delogramma
- Taxeotis didymochroa
- Taxeotis didymosticha
- Taxeotis dryina
- Taxeotis egenata
- Taxeotis endela
- Taxeotis epigaea
- Taxeotis epigypsa
- Taxeotis eremophila
- Taxeotis eugenestera
- Taxeotis euryzona
- Taxeotis eutyctodes
- Taxeotis exaereta
- Taxeotis explicataria
- Taxeotis exsectaria
- Taxeotis goniogramma
- Taxeotis gonosemela
- Taxeotis helicta
- Taxeotis holoscia
- Taxeotis homoeopa
- Taxeotis inconcisata
- Taxeotis intermixtaria
- Taxeotis intextata
- Taxeotis isomeris
- Taxeotis isophanes
- Taxeotis lechrioschema
- Taxeotis limbosa
- Taxeotis maerens
- Taxeotis mimela
- Taxeotis notosticta
- Taxeotis ochrosticta
- Taxeotis oraula
- Taxeotis orphnina
- Taxeotis pelopa
- Taxeotis perlinearia
- Taxeotis phaeopa
- Taxeotis philodora
- Taxeotis phricocyma
- Taxeotis pleurostigma
- Taxeotis promelanaria
- Taxeotis pychnomochla
- Taxeotis reserata
- Taxeotis semifusca
- Taxeotis spodoides
- Taxeotis stereospila
- Taxeotis subvelaria
- Taxeotis thegalea
- Taxeotis xanthogramma